# Список дипломатических миссий Китайской Народной Республики

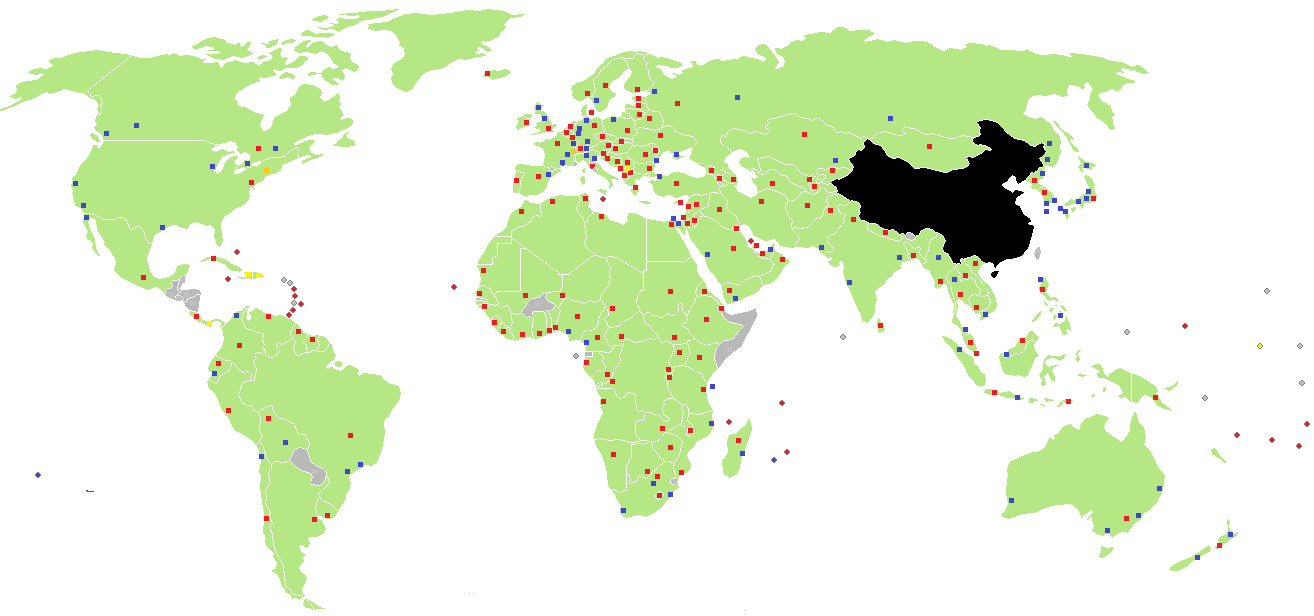

Список дипломатических миссий Китайской Народной Республики — КНР обладает весьма обширной сетью дипломатических представительств в различных частях планеты, отражающих наличие развитых политических, экономических, культурных и военных связей Китая с другими странами. Около 60 лет назад, после провозглашения КНР, это социалистическое государство начало на международной арене борьбу за признание, которое сперва ему оказали лишь СССР, страны социалистического лагеря и некоторые развивающиеся государства. Большинство же стран мира в то время поддерживало дипломатические отношения с Китайской республикой (Тайвань). Перелом произошёл в середине 1970-х годов, когда в результате проводимой политики «одного Китая» КНР добилась закрепления за собой места Китая в ООН (в 1971 году) и признания со стороны подавляющего большинства государств.

## Европа
- Албания, Тирана (посольство)
- Австрия, Вена (посольство)
- Азербайджан, Баку (посольство)
- Армения, Ереван (посольство)
- Беларусь, Минск (посольство)
- Бельгия, Брюссель (посольство)
- Босния и Герцеговина, Сараево (посольство)
- Болгария, София (посольство)
- Хорватия, Загреб (посольство)
- Чехия, Прага (посольство)
- Кипр, Никосия (посольство)
- Дания, Копенгаген (посольство)
- Эстония, Таллин (посольство)
- Финляндия, Хельсинки(посольство)
- Франция, Париж (посольство)
  - Лион (генеральное консульство)
  - Марсель (генеральное консульство)
  - Страсбург (генеральное консульство)
- Германия, Берлин (посольство)
  - Дюссельдорф (генеральное консульство)
  - Франкфурт-на-Майне (генеральное консульство)
  - Гамбург (генеральное консульство)
  - Мюнхен (генеральное консульство)
- Греция, Афины (посольство)
- Грузия, Тбилиси (посольство)
- Венгрия, Будапешт (посольство)
- Исландия, Рейкьявик (посольство)
- Ирландия, Дублин (посольство)
- Италия, Рим (посольство)
  - Милан (генеральное консульство)
  - Флоренция (генеральное консульство)
- Латвия, Рига (посольство)
- Литва, Вильнюс (посольство)
- Люксембург, Люксембург (посольство)
- Северная Македония, Скопье (посольство)
- Мальта, Валлетта (посольство)
- Молдова, Кишинёв (посольство)
- Черногория, Подгорица (посольство)
- Нидерланды, Гаага (посольство)
- Норвегия, Осло (посольство)
- Польша, Варшава (посольство)
  - Гданьск (генеральное консульство)
- Португалия, Лиссабон (посольство)
- Румыния, Бухарест (посольство)
  - Констанца (генеральное консульство)
- Россия, Москва (посольство)
  - Владивосток (генеральное консульство)
  - Екатеринбург (генеральное консульство)
  - Иркутск (генеральное консульство)
  - Казань (генеральное консульство)
  - Санкт-Петербург (генеральное консульство)
  - Хабаровск (генеральное консульство)
- Сербия, Белград (посольство)
- Словакия, Братислава (посольство)
- Сальвадор, Любляна (посольство)
- Испания, Мадрид (посольство)
  - Барселона (генеральное консульство)
- Швеция, Стокгольм (посольство)
  - Гётеборг (генеральное консульство)
- Швейцария, Берн (посольство)
  - Цюрих (генеральное консульство)
- Украина, Киев (посольство)
  - Одесса (генеральное консульство)
- Великобритания, Лондон (посольство)
  - Эдинбург (генеральное консульство)
  - Манчестер (генеральное консульство)

## Северная Америка
- Антигуа и Барбуда, Сент-Джонс (посольство)
- Багамские Острова, Нассау (посольство)
- Барбадос, Бриджтаун (посольство)
- Канада, Оттава (посольство)
  - Монреаль (генеральное консульство)
  - Калгари (генеральное консульство)
  - Торонто (генеральное консульство)
  - Ванкувер (генеральное консульство)
- Коста-Рика, Сан-Хосе (посольство)
- Куба, Гавана (посольство)
- Доминика, Розо (посольство)
- Гренада, Сент-Джорджес (посольство)
- Доминиканская Республика, Санто-Доминго (торговое представительство)
- Гаити, Порт-о-Пренс (торговое представительство)
- Ямайка, Кингстон (торговое представительство)
- Мексика, Мехико (посольство)
  - Тихуана (генеральное консульство)
- Панама, Панама (посольство)
- Тринидад и Тобаго, Порт-оф-Спейн (посольство)
- США, Вашингтон (посольство)
  - Чикаго (генеральное консульство)
  - Хьюстон (генеральное консульство)
  - Лос-Анджелес (генеральное консульство)
  - Нью-Йорк (генеральное консульство)
  - Сан-Франциско (генеральное консульство)
- Кюрасао, Виллемстад (генеральное консульство)

## Южная Америка
- Аргентина, Буэнос-Айрес (посольство)
- Боливия, Ла-Пас (посольство)
  - Санта-Крус-де-ла-Сьерра (консульство)
- Бразилия, Бразилиа (посольство)
  - Рио-де-Жанейро (генеральное консульство)
  - Сан-Паулу (генеральное консульство)
- Чили, Сантьяго (посольство)
  - Икике (генеральное консульство)
- Колумбия, Богота (посольство)
  - Барранкилья (консульство)
- Эквадор, Кито (посольство)
  - Гуаякиль (генеральное консульство)
- Гайана, Джорджтаун (посольство)
- Перу, Лима (посольство)
- Суринам, Парамарибо (посольство)
- Уругвай, Монтевидео (посольство)
- Венесуэла, Каракас (посольство)

## Африка
- Алжир, Эль-Джазаир (посольство)
- Ангола, Луанда (посольство)
- Бенин, Котону (посольство)
- Ботсвана, Габороне (посольство)
- Буркина-Фасо, Бужумбура (представительство)
- Камерун, Яунде (посольство)
  - Дуала (генеральное консульство)
- Кабо-Верде, Прая (посольство)
- ЦАР, Банги (посольство)
- Чад, Нджамена (посольство)
- Коморы, Морони (посольство)
- Республика Конго, Браззавиль (посольство)
  - Пуэнт-Нуар (генеральное консульство)
- ДР Конго, Киншаса (посольство)
- Кот-д’Ивуар, Абиджан (посольство)
- Джибути, Джибути (посольство)
- Египет, Каир (посольство)
  - Александрия (генеральное консульство)
  - Порт-Саид (отделение генерального консульства в Александрии)
- Экваториальная Гвинея, Малабо (посольство)
- Эритрея, Асмара (посольство)
- Эфиопия, Аддис-Абеба (посольство)
- Габон, Либревиль (посольство)
- Гана, Аккра (посольство)
- Гвинея, Конакри (посольство)
- Гвинея-Бисау, Бисау (посольство)
- Кения, Найроби (посольство)
- Лесото, Масеру (посольство)
- Либерия, Монровия (посольство)
- Ливия, Триполи (посольство)
- Мадагаскар, Антананариву (посольство)
  - Туамасина (консульство)
- Малави, Лилонгве (посольство)
- Мали, Бамако (посольство)
- Мавритания, Нуакшот (посольство)
- Маврикий, Порт-Луи (посольство)
- Марокко, Рабат (посольство)
- Мозамбик, Мапуту (посольство)
- Намибия, Виндхук (посольство)
- Нигер Нигер, Ниамей (посольство)
- Нигерия, Абуджа (посольство)
  - Лагос (генеральное консульство)
- Реюньон, Сен-Дени (генеральное консульство)
- Руанда, Кигали (посольство)
- Сенегал, Дакар (посольство)
  - Сен-Луи  (генеральное консульство)
- Сейшельские Острова Виктория (посольство)
- Сьерра-Леоне, Фритаун (посольство)
- ЮАР, Претория (посольство)
  - Кейптаун (генеральное консульство)
  - Иоханнесбург (генеральное консульство)
  - Дурбан (генеральное консульство)
- Южный Судан, Джуба (посольство)
- Судан, Хартум (посольство)
- Танзания, Дар-эс-Салам (посольство)
  - Занзибар (генеральное консульство)
- Тунис, Тунис (посольство)
- Того, Ломе (посольство)
- Уганда, Кампала (посольство)
- Замбия, Лусака (посольство)
- Зимбабве, Хараре (посольство)

## Азия
- Афганистан, Кабул (посольство)
- Бахрейн, Манама (посольство)
- Бангладеш, Дакка (посольство)
- Бруней, Бандар-Сери-Бегаван (посольство)
- Мьянма, Янгон (посольство)
  - Мандалай (генеральное консульство)
- Камбоджа, Пном-Пень (посольство)
- Индия, Нью-Дели (посольство)
  - Калькутта (генеральное консульство)
  - Мумбай (генеральное консульство)
- Индонезия, Джакарта (Embassy)
  - Сурабая (генеральное консульство)
  - Медан (генеральное консульство)
- Иран, Тегеран (посольство)
- Ирак, Багдад (посольство)
- Израиль, Тель-Авив (посольство)
- Япония, Токио (посольство)
  - Осака (генеральное консульство)
  - Фукуока (генеральное консульство)
  - Нагасаки (генеральное консульство)
  - Нагоя (Consulate-General)
  - Ниигата (генеральное консульство)
  - Саппоро (генеральное консульство)
- Иордания, Амман (посольство)
- Казахстан, Астана (посольство)
  - Алма-Ата (генеральное консульство)
- КНДР, Пхеньян (посольство)
  - Чхонджин (генеральное консульство)
- Республика Корея, Сеул (посольство)
  - Пусан (генеральное консульство)
  - Кванджу (генеральное консульство)
- Кыргызстан, Бишкек (посольство)
- Кувейт, Эль-Кувейт (посольство)
- Лаос, Вьентьян (посольство)
- Ливан, Бейрут (посольство)
- Малайзия, Куала-Лумпур (посольство)
  - Кучинг (генеральное консульство)
- Монголия, Улан-Батор (посольство)
- Непал, Катманду (посольство)
- Оман, Маскат (посольство)
- Государство Палестина, Рамаллах (представительство)
- Пакистан, Исламабад (посольство)
  - Карачи (генеральное консульство)
- Филиппины, Манила (посольство)
  - Себу (генеральное консульство)
  - Лаоаг (консульство)
- Катар, Доха (посольство)
- Саудовская Аравия, Эр-Рияд (посольство)
  - Джидда (генеральное консульство)
- Сингапур (посольство)
- Шри-Ланка, Коломбо (посольство)
- Сирия, Дамаск (посольство)
- Таджикистан, Душанбе (посольство)
- Таиланд, Бангкок (посольство)
  - Чиангмай (генеральное консульство)
  - Сонгкхла (генеральное консульство)
- Восточный Тимор , Дили (посольство)
- Турция, Анкара (посольство)
  - Стамбул (генеральное консульство)
- Туркменистан, Ашхабад (посольство)
- ОАЭ, Абу-Даби (посольство)
  - Дубай (генеральное консульство)
- Йемен, Сана (посольство)
  - Аден (генеральное консульство)
- Узбекистан, Ташкент (посольство)
- Вьетнам, Ханой (посольство)
  - Хошимин (генеральное консульство)

## Австралия и Океания
- Австралия, Канберра (посольство)
  - Сидней (генеральное консульство)
  - Брисбен (генеральное консульство)
  - Мельбурн (генеральное консульство)
  - Перт (генеральное консульство)
- Кирибати, Южная Тарава (представительство)
- Фиджи, Сува (посольство)
- Микронезия, Понпеи (посольство)
- Новая Зеландия, Веллингтон (посольство)
  - Окленд (генеральное консульство)
- Папуа — Новая Гвинея, Порт-Морсби (посольство)
- Вануату, Порт-Вила (посольство)
- Французская Полинезия, Папеэте (консульство)
- Самоа, Апиа (посольство)
- Тонга, Нукуалофа (посольство)
- Маршалловы Острова, Маджуро (представительство)

## Международные организации
- - Бангкок (постоянная миссия при Социально-экономической комиссии ООН для Азии и Тихоокеанского региона)
  - Брюссель (постоянная миссия при ЕС)
  - Женева (постоянная миссия при ООН)
  - Женева (постоянная миссия при Конференции по разоружению)
  - Женева (постоянная миссия при ВТО)
  - Нью-Йорк (постоянная миссия при ООН)
  - Париж (постоянная миссия при ЮНЕСКО)
  - Гаага (постоянная миссия при Организации по запрещению химического оружия)
  - Вена (постоянная миссия при учреждениях ООН)